# Demodicose
Demodicose is een besmetting met de haarfollikelmijt (Demodex folliculorum), de mijt die bij mensen in haarzakjes en talgklieren kan worden aangetroffen, vooral in het gezicht (wenkbrauwen en rond de neus). 
Demodicose geeft over het algemeen geen klachten. Soms treedt wat roodheid en irritatie op. De mijt wandelt 's nachts weleens over het gelaat.
Demodicose kan worden vastgesteld door wat talgkliertjes uit te knijpen en het resulterende talg af te schrapen en onder een microscoop te bekijken op voorkomen van de haarfollikelmijt.
De prevalentie van demodicose neemt toe met de leeftijd.
Demodicose komt veel vaker voor bij honden en hondachtigen dan bij de mens. De daarbij betrokken mijt is Demodex canis. Deze vorm van demodicose bij honden en hondachtigen wordt puppyschurft genoemd.